# Lolliguncula brevis
Lolliguncula brevis är en bläckfiskart som först beskrevs av Henri Marie Ducrotay de Blainville 1823.  Lolliguncula brevis ingår i släktet Lolliguncula och familjen kalmarer. Inga underarter finns listade i Catalogue of Life.

## Bildgalleri

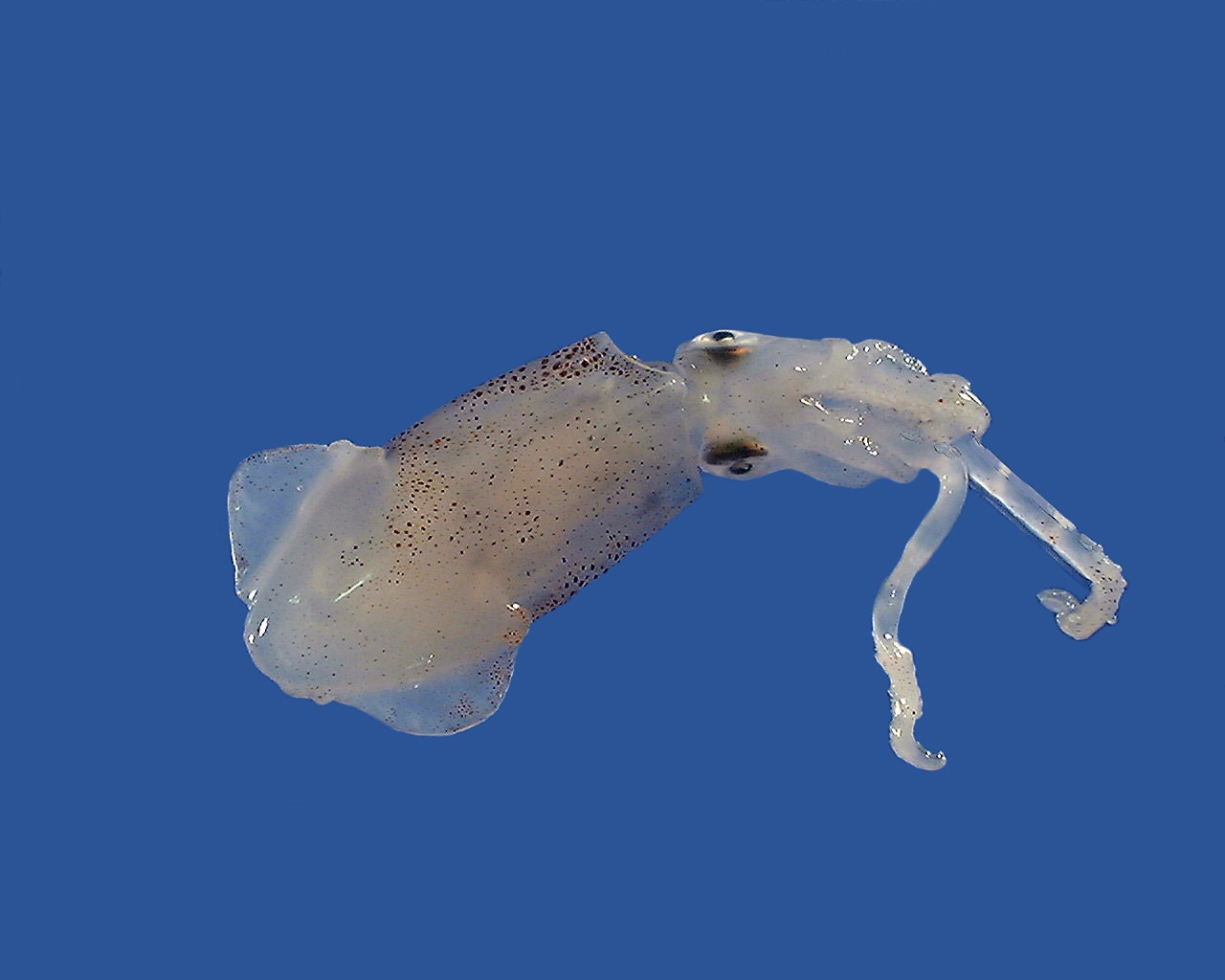